# Amphilophus robertsoni
Espèce
Amphilophus robertsoni est une espèce de poissons néotropicaux.